# 自由民主党シャドウ・キャビネット
自由民主党シャドウ・キャビネット（じゆうみんしゅとうシャドウ・キャビネット）は自由民主党が2010年9月22日に設置した政策決定機関である。英文名は"LDP Shadow Cabinet"（SC）。2012年に自民党が政権復帰したことにより廃止された。

## 概要
シャドウ・キャビネット（SC）は政府与党に対抗する組織として自民党内の政策決定権を持つ機関とし、党総裁を「影の首相」、党政務調査会長を「影の官房長官」とした。「影の大臣」は党政務調査会の各部会長を、「影の副大臣」は各部会長代理を充てることとし、「影の閣僚」の人数は内閣法で定められた閣僚定員を超えない数の17人とした。週一回程度の「閣議」を開催していた。
過去に、日本社会党（シャドーキャビネット）、新進党（明日の内閣）、民主党（次の内閣）といった政権交代を狙う野党第1党が政策決定機関を影の内閣に模した組織とする試みはあったが、政権担当経験のある野党が影の内閣を組織するのは日本初となるため、谷垣総裁は「日本初の本格的なシャドウ・キャビネットである」としている。

## 沿革
自由民主党は2009年（平成21年）8月の衆議院選挙で敗北し、翌月、野党となった。直後の党総裁選挙で総裁に選ばれた谷垣禎一は政権奪還への意欲から「シャドウ・キャビネット（影の内閣）を作る必要がある」と発言して党政策決定機関の改組について党内で検討を重ねた。
2010年（平成22年）4月、党選挙対策本部の下に政権奪還に向けた対策として影の内閣を模した「政権力委員会（ネクスト・ジャパン）」を設置した。英文は"Next Japan"（ネクスト・ジャパン）。担当・副担当に党の政策分野ごとのリーダー、次世代のリーダーを配し、党に政権を作っていく力、政権力があることを示した。同時に、テレビなどのメディアにおいても、それぞれの政策分野の代表として担当・副担当が積極的にディベートを行い、党の政策の優位性をアピールする、「チーフ・ディベーター」としての役割を果たす事を目的とした。ただ、この政権力委員会は試行段階、先行段階という位置づけの機関として、2010年7月の参議院選挙後にさらに検討を重ねて案がまとまれば来年の党大会で正式な機関とするという方向であった。
2010年（平成22年）7月に実施された参議院選挙で自民党は改選議席で第1党となった。同年9月の党役員人事刷新後、党政務調査会との一体化が必要との判断のもと、シャドウ・キャビネット（SC）の設置を決めた。9月21日に「影の閣僚」名簿を内定、発表し、翌22日に初会合を開き、発足した。なお、シャドウ・キャビネットの設置に伴い、機能が重複する機関である上記の政権力委員会（ネクスト・ジャパン）と政権政策委員会を廃止した。
2012年（平成24年）10月には、同年9月に総裁に選出された安倍晋三が新たなシャドウ・キャビネットを発足させた。

## 閣僚名簿

### 谷垣禎一「ネクスト・ジャパン」（政権力委員会）
2010年4月6日設置。同年9月廃止。
| 役職                                              | 担当       | 副担当     |
| ------------------------------------------------- | ---------- | ---------- |
| 本部長                                            | 谷垣禎一   |            |
| 本部長代理                                        | 石原伸晃   |            |
| 本部長代理                                        | 石破茂     |            |
| 本部長代理                                        | 小池百合子 |            |
| 経済財政運営                                      | 林芳正     | 後藤田正純 |
| 雇用・景気対策                                    | 西村康稔   | 平将明     |
| 外交                                              | 高村正彦   | 小野寺五典 |
| 安全保障                                          | 佐藤正久   | 武田良太   |
| 社会保障 （医療・介護・年金・少子化）             | 鴨下一郎   | 大村秀章   |
| 社会保障 （医療・介護・年金・少子化）             | 鴨下一郎   | 加藤勝信   |
| 教育・人材育成・文化・スポーツ                    | 義家弘介   | 松野博一   |
| 成長戦略・国際競争力・科学技術                    | 塩崎恭久   | 棚橋泰文   |
| 環境・温暖化対策                                  | 齋藤健     | 有村治子   |
| 農林水産・食料安保                                | 宮腰光寛   | 小里泰弘   |
| 農林水産・食料安保                                | 宮腰光寛   | 山田俊男   |
| 社会資本・ネットワーク整備・情報通信              | 金子恭之   | 稲田朋美   |
| 地方分権・地域再生・中小企業                      | 赤澤亮正   | 橘慶一郎   |
| 治安・法務・政治改革                              | 森雅子     | 西田昌司   |
| 無駄撲滅                                          | 河野太郎   | 柴山昌彦   |
| 総括 （本部長・代理補佐、連絡調整、メディア対策） | 茂木敏充   | 菅原一秀   |

### 谷垣禎一「シャドウ・キャビネット」（SC）
2010年9月22日発足。
| シャドウ・キャビネット                                       | 大臣・長官     | 副大臣・副長官     | 副大臣・副長官   |
| ------------------------------------------------------------ | -------------- | ------------------ | ---------------- |
| 内閣総理大臣                                                 | 谷垣禎一       |                    |                  |
| 内閣官房長官                                                 | 石破茂         | 鴨下一郎           | 山本一太（参）   |
| 総務大臣                                                     | 岩城光英（参） | 坂本哲志           | 伊東良孝         |
| 法務大臣                                                     | 平沢勝栄       | 稲田朋美           | 森雅子（参）     |
| 外務大臣（沖縄及び北方対策担当）                             | 小野寺五典     | 秋葉賢也           | 猪口邦子（参）   |
| 財務大臣                                                     | 林芳正（参）   | 後藤田正純         | 野上浩太郎（参） |
| 文部科学大臣（科学技術担当）                                 | 下村博文       | 松野博一           | 義家弘介（参）   |
| 厚生労働大臣                                                 | 田村憲久       | 丸川珠代（参）     | 福岡資麿（参）   |
| 農林水産大臣（農林）                                         | 宮腰光寛       | 江藤拓             | 小里泰弘         |
| 農林水産大臣（水産）                                         | 野村哲郎（参） | 谷公一             | 赤澤亮正         |
| 経済産業大臣                                                 | 西村康稔       | 橘慶一郎           | 片山さつき（参） |
| 国土交通大臣                                                 | 山本公一       | 福井照             | 佐藤信秋（参）   |
| 環境大臣                                                     | 田中和徳       | 吉野正芳           | 有村治子（参）   |
| 防衛大臣                                                     | 今津寛※1       | 徳田毅             | 佐藤正久（参）   |
| 国家公安委員会委員長、拉致問題担当                           | 竹本直一       | 山谷えり子（参）※2 |                  |
| 内閣府特命担当大臣（地方分権改革担当）                       | 竹本直一       | 松浪健太           |                  |
| 内閣府特命担当大臣（防災担当）                               | 長島忠美       | 北村茂男           |                  |
| 内閣府特命担当大臣（経済財政、金融担当）                     | 竹本直一       | 佐藤ゆかり（参）   |                  |
| 内閣府特命担当大臣（消費者・食品安全担当）                   | 竹本直一       | 永岡桂子           |                  |
| 内閣府特命担当大臣（行政改革、公務員制度改革担当）           | （空席）※3     | 平将明             | 古川俊治（参）   |
| 内閣府特命担当大臣（少子化対策、スポーツ、男女共同参画担当） | 橋本聖子（参） | 阿部俊子           |                  |

※1　2011年7月8日就任。同年6月23日までは岩屋毅が在任。
※2　2010年10月1日就任。
※3　同年6月23日までは河野太郎が在任。

### 第二次谷垣禎一「シャドウ・キャビネット」（SC）
2011年10月14日発足。
| シャドウ・キャビネット                                               | 大臣・長官       | 副大臣・副長官   | 副大臣・副長官   | 副大臣・副長官 | 副大臣・副長官 |
| -------------------------------------------------------------------- | ---------------- | ---------------- | ---------------- | -------------- | -------------- |
| 内閣総理大臣                                                         | 谷垣禎一         |                  |                  |                |                |
| 内閣官房長官                                                         | 茂木敏充         | 中谷元           | 林芳正（参）     |                |                |
| 総務大臣                                                             | 平井卓也         | 秋葉賢也         | 礒崎陽輔（参）   |                |                |
| 法務大臣                                                             | 柴山昌彦         | 稲田朋美         | 森雅子（参）     |                |                |
| 外務大臣                                                             | 小野寺五典       | 三ツ矢憲生       | 猪口邦子（参）   |                |                |
| 財務大臣                                                             | 西村康稔         | 徳田毅           | 愛知治郎（参）   |                |                |
| 文部科学大臣                                                         | 下村博文         | 井上信治         | 義家弘介（参）   |                |                |
| 厚生労働大臣                                                         | 宮沢洋一（参）   | 加藤勝信         | 石井みどり（参） | 阿部俊子       | 丸川珠代（参） |
| 農林水産大臣（農林）                                                 | 山田俊男（参）   | 坂本哲志         | 小里泰弘         | 野村哲郎（参） |                |
| 農林水産大臣（水産）                                                 | 牧野京夫（参）   | 伊東良孝         | 加治屋義人（参） |                |                |
| 経済産業大臣                                                         | 菅原一秀         | 近藤三津枝       | 片山さつき（参） |                |                |
| 国土交通大臣                                                         | 望月義夫         | 北村誠吾         | 吉田博美（参）   |                |                |
| 環境大臣                                                             | 吉野正芳         | 江藤拓           | 有村治子（参）   |                |                |
| 防衛大臣                                                             | 今津寛           | 江渡聡徳         | 佐藤正久（参）   |                |                |
| 国家公安委員会委員長                                                 | 竹本直一         |                  |                  |                |                |
| 内閣府特命担当大臣（拉致問題担当）                                   | 竹本直一         | 塚田一郎（参）   |                  |                |                |
| 内閣府特命担当大臣（経済財政、金融担当）                             | 竹本直一         | 佐藤ゆかり（参） |                  |                |                |
| 内閣府特命担当大臣（行政改革、公務員制度改革担当）                   | 竹本直一         | 平将明           |                  |                |                |
| 内閣府特命担当大臣（地方分権改革担当）                               | 竹本直一         | （空席）※4       |                  |                |                |
| 内閣府特命担当大臣（防災担当）                                       | 長島忠美         | 北村茂男         |                  |                |                |
| 内閣府特命担当大臣（少子化対策、男女共同参画、消費者・食品安全担当） | 山谷えり子（参） | 永岡桂子         |                  |                |                |

※4　2012年9月11日までは松浪健太が在任。

#### 総理大臣補佐官
| 職名                   | 氏名     |
| ---------------------- | -------- |
| 内閣総理大臣首席補佐官 | 逢沢一郎 |
| 内閣総理大臣補佐官     | 加藤勝信 |
| 内閣総理大臣補佐官     | 赤澤亮正 |
| 内閣総理大臣補佐官     | 齋藤健   |

### 安倍晋三「シャドウ・キャビネット」（SC）
2012年10月22日発足。同月25日副大臣・副長官等追加発表。
| シャドウ・キャビネット | 大臣・長官     | 副大臣・副長官     | 副大臣・副長官     | 副大臣・副長官 | 副大臣・副長官 |
| --- | -------------- | ------------------ | ------------------ | -------------- | -------------- |
| 内閣総理大臣 | 安倍晋三       |                    |                    |                |                |
| 内閣官房長官 | 甘利明         | 中谷元             | 衛藤晟一（参）     | 世耕弘成（参） |                |
| 総務大臣 | 井上信治       | 橘慶一郎           | 礒崎陽輔（参）     |                |                |
| 法務大臣 | 稲田朋美       | 柴山昌彦           | 磯﨑仁彦（参）     |                |                |
| 外務大臣 | 三ツ矢憲生     | 城内実             | 猪口邦子（参）     |                |                |
| 財務大臣 | 竹本直一       | 平将明             | 西田昌司（参）     |                |                |
| 文部科学大臣 | 義家弘介（参） | 丹羽秀樹           | 上野通子（参）     |                |                |
| 厚生労働大臣 | 福岡資麿（参） | 永岡桂子           | 石井みどり（参）   | 丸川珠代（参） |                |
| 農林水産大臣（農林） | 江藤拓         | 赤澤亮正           | 伊東良孝           | 山田俊男（参） | 青木一彦（参） |
| 農林水産大臣（水産） | 末松信介（参） | 赤澤亮正           | 伊東良孝           | 山田俊男（参） | 青木一彦（参） |
| 経済産業大臣 | 新藤義孝       | 近藤三津枝         | 片山さつき（参）   |                |                |
| 国土交通大臣 | 北村誠吾       | 小里泰弘           | 野上浩太郎（参）   |                |                |
| 環境大臣 | 吉野正芳       | 齋藤健             | ありむら治子（参） |                |                |
| 防衛大臣 | 武田良太       | 小泉進次郎         | 佐藤正久（参）     |                |                |
| 国家公安委員会委員長 内閣府特命担当大臣（拉致問題、領土問題、行政改革、公務員制度改革、男女共同参画、地方分権改革、沖縄・北方対策担当） | 山谷えり子     | 徳田毅             | 佐藤ゆかり（参）   | 塚田一郎（参） |                |
| 内閣府特命担当大臣（防災担当） | 長島忠美       | 北村茂男           |                    |                |                |
| 内閣府特命担当大臣（消費者・食品安全、少子化担当）                                                                                      | 阿部俊子       | 三原じゅん子（参） |                    |                |                |
| 復興大臣 | 谷公一         |                    |                    |                |                |

#### 総理大臣補佐官
| 職名                   | 氏名     |
| ---------------------- | -------- |
| 内閣総理大臣首席補佐官 | 加藤勝信 |
| 内閣総理大臣補佐官     | 金子恭之 |